# 富永忠安
富永 忠安（とみなが ただやす）は、戦国時代の武将。東条吉良氏の家臣。三河国設楽郡室城主。東条城主・吉良持広の家老。

## 出自
富永氏は伴氏の後裔で設楽郡富永荘の領主。東条吉良氏の譜代の家臣であり、代々室城主を務める。

## 略歴
松平信定に追われた松平広忠に味方し、天文5年（1536年）9月10日、広忠を室城に迎え入れる。しかし、信定の軍勢に攻撃されたため、閏10月7日、室城を自焼し広忠は今橋（豊橋市）へ移っている。
『西尾私史』によれば、永禄の頃、忠安は領地である設楽郡野田の館に住んでいたが、吉良氏没落後の永禄7年（1564年）3月に鵜ヶ池（現・西尾市鵜ヶ池町）に移り住み、永禄9年（1566年）8月10日に没したという。一方、『岡崎領主古記』（岩瀬文庫蔵）によれば、天文8年（1539年）、吉良持広は織田氏と結び今川義元と断交した。これに対し、持広の弟・荒川義広は、義元に味方し、今川軍を居城である荒川城（現・西尾市八ツ面町）に入れたため、城近くの荒川山（八ツ面山）付近で度々合戦となった。そして8月2日の合戦で、持広と忠安は揃って戦死したという。富永氏の墓がある大通院（西尾市吉良町寺嶋）の過去帳にも、富永一族が同日荒川山で戦死したことが記されている。